# کانرو ریویرا
کانرو ریویرا (به ایتالیایی: Cannero Riviera) یک کومونه در ایتالیا است که در استان وربانو-کوزیو-اوسولا واقع شده‌است.

## خصوصیات
کانرو ریویرا ۱۴٫۴۶ کیلومترمربع مساحت و ۹۷۳ نفر جمعیت دارد و ۲۱۲ متر بالاتر از سطح دریا واقع شده‌است.